# Hans-Jürg Fehr

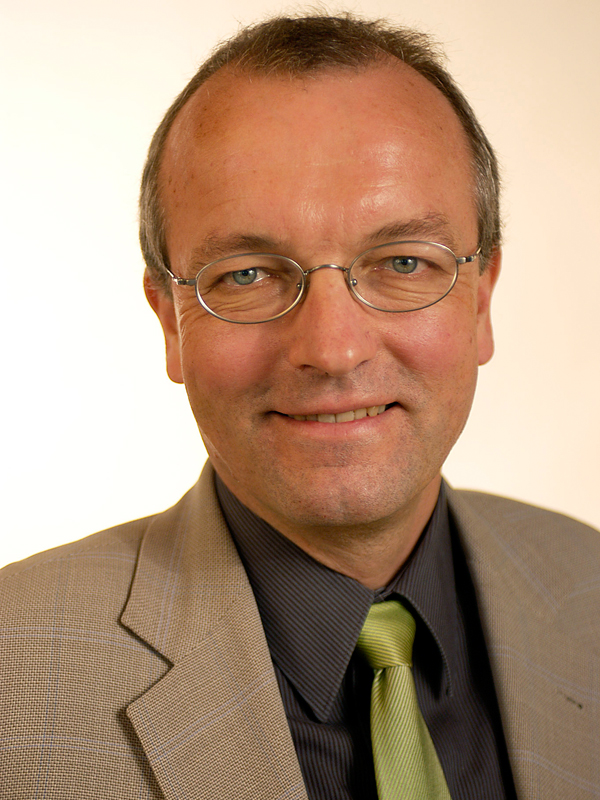
Hans-Jürg Fehr

Hans-Jürg Fehr (n. 1948) é um político suíço que entre 2004 e 2008, foi presidente do Partido Socialista Suíço. Foi sucedido por Christian Levrat.
Quando perdeu as eleições suíças de 2007, anunciou sua demissão em março de 2008.